# Ken Read (ski alpin)
Pour les articles homonymes, voir Zurbriggen.
Ken Read, né le 6 novembre 1955 à Ann Arbor (États-Unis), est un skieur alpin canadien. Il est le père d’Erik Read et l'oncle de Stefan Read.

## Coupe du monde
- Meilleur résultat au classement général : 11e en 1978 et 1980
  - 5 victoires : 5 descentes

### Différents classements en Coupe du monde
| Année/Classement | Année/Classement | Général | Général | Descente | Descente | Combiné | Combiné |
| ---------------- | ---------------- | ------- | ------- | -------- | -------- | ------- | ------- |
| Année/Classement | Année/Classement | Class.  | Points  | Class.   | Points   | Class.  | Points  |
| 1975             | 1975             | 49e     | 5       | 24e      | 3        | -       | -       |
| 1976             | 1976             | 24e     | 34      | 28e      | 9        | 11e     | 6       |
| 1977             | 1977             | 58e     | 1       | -        | -        | -       | -       |
| 1978             | 1978             | 11e     | 47      | 4e       | 56       | -       | -       |
| 1979             | 1979             | 22e     | 62      | 4e       | 75       | -       | -       |
| 1980             | 1980             | 11e     | 87      | 2e       | 87       | -       | -       |
| 1981             | 1981             | 38e     | 42      | 12e      | 42       | -       | -       |
| 1982             | 1982             | 17e     | 65      | 6e       | 65       | -       | -       |
| 1983             | 1983             | 23e     | 76      | 8e       | 69       | 26e     | 7       |

#### Détail des victoires
| Saison / Épreuve | Descente           | Total |
| 1976             | Val d'Isère        | 1     |
| 1978             | Chamonix           | 1     |
| 1979             | Schladming         | 1     |
| 1980             | Kitzbühel Wengen I | 2     |
| Total            | 5                  | 5     |

## Arlberg-Kandahar
- Vainqueur de la descente 1978 à Chamonix